# Aljos Farjon
 (juillet 2013).
Si vous disposez d'ouvrages ou d'articles de référence ou si vous connaissez des sites web de qualité traitant du thème abordé ici, merci de compléter l'article en donnant les références utiles à sa vérifiabilité et en les liant à la section « Notes et références ».
Aljos Farjon, né en 1946, est un botaniste néerlandais spécialiste de l'écologie, de l'histoire évolutive et de la taxonomie des gymnospermes. 

## Biographie
Il est l'auteur (ou le coauteur) de 10 livres et de plus de 120 articles publiés dans des revues scientifiques, dont Novon. Il a également participé à l'élaboration de Flora Mesoamericana, un projet de collaboration visant à répertorier et à décrire la flore vasculaire de la Mésoamérique.
Il vit dans le Middlesex. Entre 1983 et 1993, Farjon a travaillé à l'herbarium d'Utrecht. il sera ensuite engagé par l'Université d'Oxford. Entre 1996 et 2006, il travaille comme chercheur spécialiste des gymnospermes au Jardins botaniques royaux de Kew, où il poursuit encore actuellement ses travaux en tant qu'assistant de recherche honoraire.
Il est membre de la Linnean Society of London, de l'International Association for Plant Taxonomy, de la Royal Horticultural Society et de l'International Dendrology Society. Il est également président du "Conifer Specialist Group" au sein de l'IUCN.

## Publications
- 1984: Pines : Drawings and Descriptions of the Genus Pinus. Leiden: E.J. Brill.  (ISBN 90 04 07068 0) (2e editie: Brill Academic Publishers (2005),  (ISBN 9004139168))
- 1990: Pinaceae, Drawings and Descriptions of the Genera Abies, Cedrus, Pseudolarix, Keteleeria, Nothotsuga, Tsuga, Cathaya, Pseudotsuga, Larix and Picea. Regnum Vegetabile, Vol. 121. Köningstein : Koeltz Scientific Books.  (ISBN 3 87429 298 3)
- 1997: Pinus (Pinaceae), Flora Neotropica, Monograph 75 (coauteur avec Brian T. Styles). New York : The New York Botanical Garden.  (ISBN 0 89327 411 9)
- 1998: World Checklist and Bibliography of Conifers. Kew Publishing.  (ISBN 1842460250)
- 2005: A Monograph of Cupressaceae and Sciadopitys. Richmond : Royal Botanic Gardens, Kew.  (ISBN 1842460684)
- 2005: A Bibliography of Conifers, 2e editie. Kew Publishing.  (ISBN 1842461206)
- 2008: A Natural History of Conifers. Timber Press.  (ISBN 9780881928693)